# 영양유전체학
영양유전체학(Nutrigenomics)은 식품 영양과 유전 형질과의 관계를 대형 데이터 생산과 분석으로 연구하는 체학(오믹스, Omics) 학문이다. 식생활, 예를 들면 한국인이 김치를 많이 먹는 것, 등과 같은 영양적인 요소가 유전체적으로 어떤 상호작용이 있는지를 대형 코호트 조사를 통해 연구한다. 약학유전체학과 관련이 깊으며, 약을 포함한 모든 영양, 식품을 아우른다.

## 같이 보기
- 개인유전체학
- 차세대 염기서열 분석